# Okresní soud Plzeň-jih
Okresní soud Plzeň-jih je okresní soud se sídlem v Plzni, ale s působností pouze pro obce na jih od Plzně. Pro statutární město Plzeň je jako okresní soud zřízen Okresní soud Plzeň-město. Rozhoduje jako soud prvního stupně ve všech trestních a civilních věcech, ledaže jde o specializovanou agendu (nejzávažnější trestné činy, insolvenční řízení, spory ve věcech obchodních korporací, hospodářské soutěže, duševního vlastnictví apod.), která je svěřena krajskému soudu.
Soud se nachází ve zrekonstruované budově s bezbariérovým přístupem v ulici Edvarda Beneše, kde sídlí společně s Okresním soudem Plzeň-sever, Okresním státním zastupitelstvím Plzeň-jih, Okresním státním zastupitelstvím Plzeň-sever a Probační a mediační službou. Do roku 2008 soud sídlil v historické budově v Kamenické ulici, která však byla v zátopovém území a v roce 2002 byla vyplavena.
Vznikl až v souvislosti s reformou krajů a okresů v roce 1960, do té doby v Plzni působil jednotný Okresní soud v Plzni. Jeho územní působnost byla ale mnohem menší a v dnešním soudním obvodu Okresního soudu Plzeň-jih existovaly samostatné okresní soudy v Blovicích, Dobřanech, Nepomuku, Přešticích a Stodu.

## Soudní obvod
Obvod Okresního soudu Plzeň-jih se zcela neshoduje s okresem Plzeň-jih, patří do něj území všech těchto obcí:
Blovice •
Bolkov •
Borovno •
Buková •
Čižice •
Čížkov •
Čmelíny •
Dnešice •
Dobřany •
Dolce •
Dolní Lukavice •
Drahkov •
Honezovice •
Horní Lukavice •
Horšice •
Hradec •
Hradiště •
Chlum •
Chlumčany •
Chlumy •
Chocenice •
Chotěšov •
Chválenice •
Jarov •
Kasejovice •
Kbel •
Klášter •
Kotovice •
Kozlovice •
Kramolín •
Letiny •
Letkov •
Lhůta •
Lisov •
Líšina •
Losiná •
Louňová •
Lužany •
Měcholupy •
Merklín •
Mileč •
Milínov •
Míšov •
Mladý Smolivec •
Mohelnice •
Mokrouše •
Nebílovy •
Nekvasovy •
Nepomuk •
Netunice •
Neurazy •
Nezbavětice •
Nezdřev •
Nezvěstice •
Nová Ves •
Nové Mitrovice •
Oplot •
Oselce •
Otěšice •
Polánka •
Prádlo •
Předenice •
Přestavlky •
Přeštice •
Příchovice •
Ptenín •
Radkovice •
Roupov •
Řenče •
Seč •
Sedliště •
Skašov •
Soběkury •
Spálené Poříčí •
Srby •
Starý Plzenec •
Stod •
Střelice •
Střížovice •
Šťáhlavy •
Štěnovice •
Štěnovický Borek •
Tojice •
Třebčice •
Tymákov •
Týniště •
Únětice •
Útušice •
Ves Touškov •
Vlčí •
Vlčtejn •
Vrčeň •
Vstiš •
Zdemyslice •
Zemětice •
Žákava •
Ždírec •
Žinkovy •
Životice